# Ferret 50狙擊步槍
Ferret 50是一款由美国槍械製造公司蜘蛛武器公司所研製及生產的競爭射擊和遠距離狩獵用途單發、後膛裝填、手動枪机式大口徑重型狙擊步槍（反器材步槍），發射12.7×99毫米（.50 BMG）北約、.408 CheyTac、.338拉普麥格農口徑步枪子彈。

## 概述
該槍是蜘蛛武器公司生產的AR槍族的轉換套件，因為AR槍族具有高度適應性和定制潛力。槍托是由聚合物所製成；取決於其口徑它的重量在8.6—10.89公斤（18—24磅）之間，而槍管長度則在457.2—914.4毫米（18—36英吋）的範圍以內。它是一枝單發式武器，這意味著它的內部或外部都不具有彈匣。它可以選用铬钼钢或不鏽鋼其中一款表面處理。該槍還有一個重要的功能，就是其槍口採用獨特技術設計的魚鰓型四室式高效制退器，而且槍托後部設有較厚的橡膠緩衝墊，與槍托下部的大型單腳架以粗糙的底面增加與地面之間的摩擦力；這使該步槍發射大口徑子彈也可在精度不減為前題以下將後座力降低至可控制範圍以內，甚至連小孩子都可以承受。該槍槍身有多種顏色可供選擇，拉機柄的方向也可選擇安裝在左側或者右側。

## Ferret 50超級競賽型
Ferret 50超級競賽型（SuperComp）是該步槍的比賽等級版本。它可經修改以發射上述所有口徑（但排除.338拉普麥格農並加入.510 DTC EUROP）的步枪子彈。它的特點是延長的機匣，可選擇左手或右手操作的拉機柄，可調節式扳機和槍托，以及可拆卸的後單腳架和前兩腳架。根據其用途，超級競賽型具有很高的定制化能力，這讓很多購買者看上了該槍的優點。

## Ferret 50運動員型
Ferret 50的另一個版本是運動員型（Sportsman）。這簡直就是一枝專為更為隨意的射手和獵人而設計的初級版本。它除了口徑以外就與SuperComp之間沒有顯著差異——運動員型沒有.510 DTC EUROP口徑，但可以發射.338拉普麥格農。

## 外部連結
- （英文）—Official Ferret 50 Website（页面存档备份，存于）
- （英文）—US Shooter.com—
  - Budget or Entry Level 50 BMG Rifle
  - Spider Firearms Ferret 50 AR-15 Upper Review (Video)（页面存档备份，存于）
- （英文）—Tactical-Life.com—
  - SNEAK PEEK: SPIDER FIREARMS FERRET50（页面存档备份，存于）
  - Fifty Spotlight – Spider Firearms Ferret .50（页面存档备份，存于）
  - The Dirty Dozen: Today’s Top 12 .50 BMG Rifles（页面存档备份，存于）